# Graphania insignis
Graphania insignis är en fjärilsart som beskrevs av Walker 1865. Graphania insignis ingår i släktet Graphania och familjen nattflyn. Inga underarter finns listade i Catalogue of Life.

## Bildgalleri

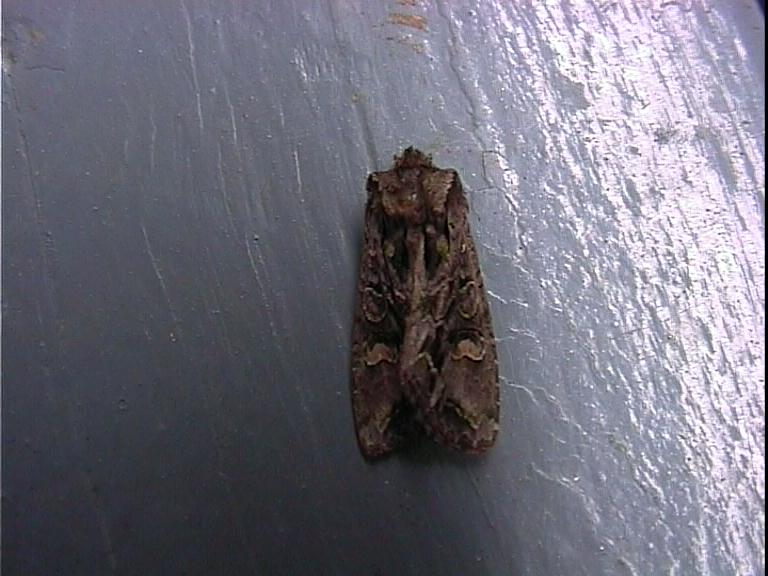